# Gardner’s Warehouse

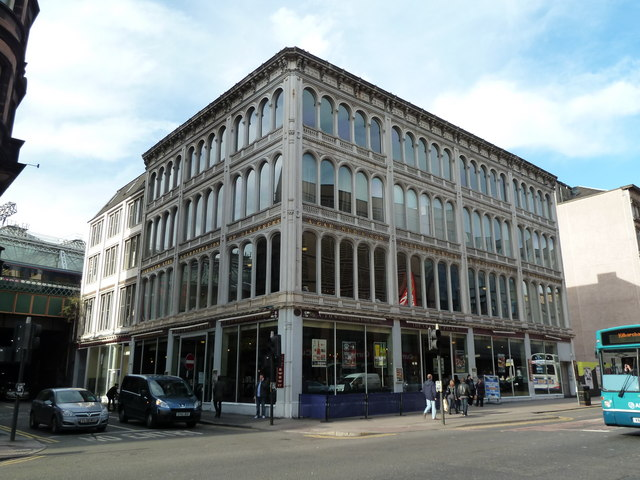
Gardner’s Warehouse

Gardner’s Warehouse ist ein Geschäftsgebäude in der schottischen Stadt Glasgow. 1966 wurde das Bauwerk als Einzeldenkmal in die schottischen Denkmallisten in der höchsten Denkmalkategorie A aufgenommen.

## Geschichte
Das Gebäude wurde zwischen 1855 und 1856 nach einem Entwurf des schottischen Architekten John Baird erbaut. 1908 wurde ein Entwurf zu einem Neubau von Baird & Thomson angefertigt, der jedoch nicht umgesetzt wurde.

## Beschreibung
Gardner’s Warehouse steht an der Einmündung der Midland Street in die Jamaica Street im Zentrum Glasgows. An der Rückseite liegt der Bahnhof Glasgow Central. Der vierstöckige Bau ist klassizistisch ausgestaltet. Es handelt sich um das erste nicht-öffentliche Gebäude des Vereinigten Königreichs, das aus vorgefertigten Gusseisenelementen gebaut wurde. Die Technologie wurde im Vorjahr durch die Eröffnung des Crystal Palace in London vorgestellt. Die Fassade entlang der Jamaica Street ist vier, entlang der Midland Street drei Achsen weit. Die fünf Fenster mit Bögen auf jeder Achse sind aus Gusseisenelementen aufgebaut. Die Zwickel sind ornamentiert. Durchgehende Pilaster gliedern die Fassade vertikal. Im Erdgeschoss sind flächige Schaufenster eingelassen. Darüber verläuft ein Fries mit Schriftzügen. Das darüberliegende Gesims ist mit Zahnschnitt gestaltet. Unterhalb des abschließenden Kranzgesimses mit Zahnschnitt verläuft ein Scheibenfries.